# Escuela de Oficiales del Cuerpo de Seguridad Interior
La Escuela de Oficiales del Cuerpo de Seguridad Interior (del polaco: Oficerska Szkoła Korpusu Bezpieczeństwa Wewnętrznego im. Marcelego Nowotki) fue una escuela de oficiales en Polonia que llevó el nombre de Marceli Nowotko, en honor al miembro fundador y primer secretario del Partido Obrero Polaco. La escuela militar, que formaba a candidatos a oficiales del Cuerpo de Seguridad Interior, operó entre 1946 y 1966.

## Historia
La escuela se fundó en noviembre de 1946 en Legnica, basándose en el 'Centro de Formación del Cuerpo de Seguridad Interior'. La escuela funcionó hasta 1965, cuando el Cuerpo de Seguridad Interna se transformó en Fuerzas de Defensa Interna, que formaban parte del sistema de defensa territorial del país. En el cuartel donde operaba se instaló la Escuela Vocacional para Suboficiales de las Fuerzas de Comunicaciones.

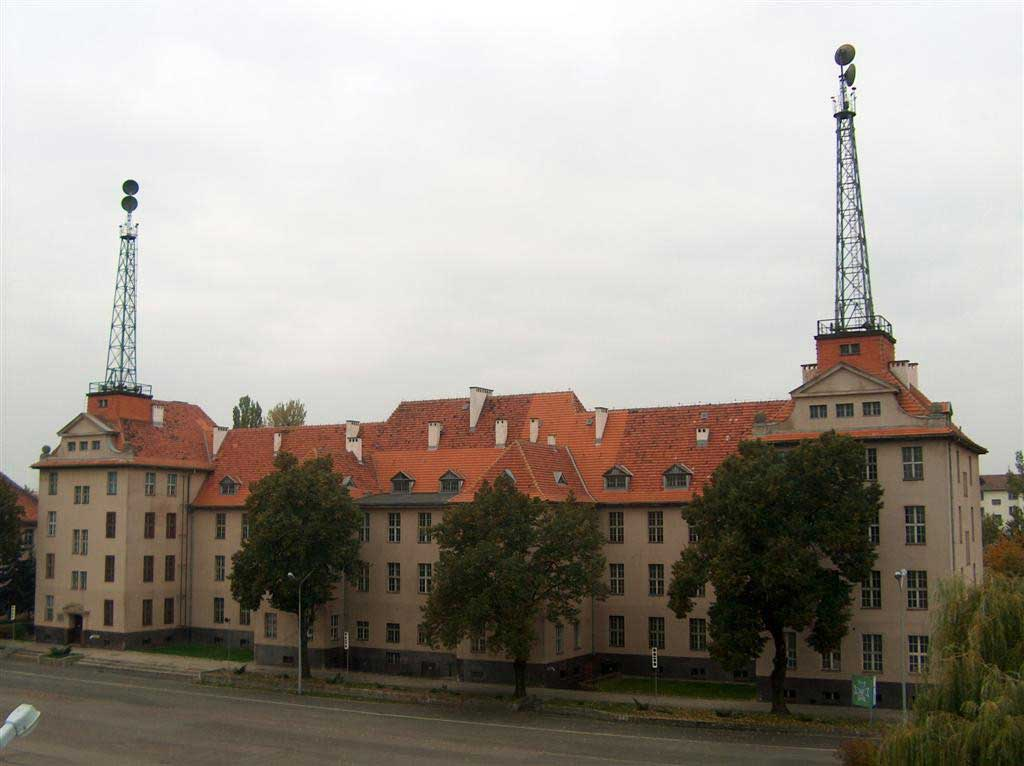
Imagen actual del cuartel donde funcionó la escuela

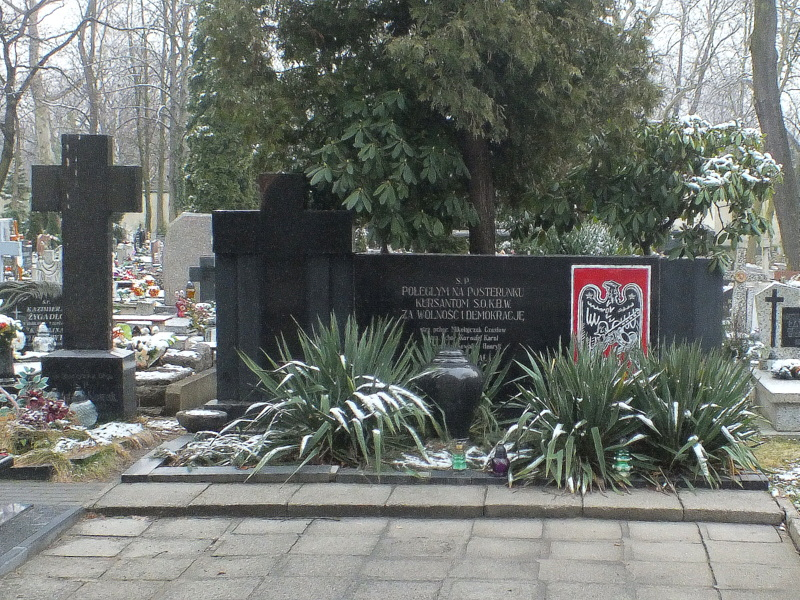
La tumba de los soldados del OS KBW en el cementerio municipal de Legnica

## Estructura escolar (1954)
- Comando
- Departamento General
- Director de Estudios
  - Ciclo Político
  - Ciclo de Tácticas Generales
  - Ciclo de Fuego
- Batallón de Cadetes
- Batallón del Curso de Oficiales de Reserva
- Curso de Perfeccionamiento de Oficiales

### Personal y estudiantes de OS KBW
- Teniente Coronel Szabanow (Comandante)[2]
- Сoronel  Jósef Kamiński (Comandante)[2]
- Teniente Coronel Jurkowski (Comandante)[2]
- Teniente Coronel Michał Kubaszek (Comandante)
- Telesfor Kuczko (Director de Estudios 1948-1949)
- Zdzisław Ostrowski
- Jan Siuchniński